# Festa da Coca em Monção

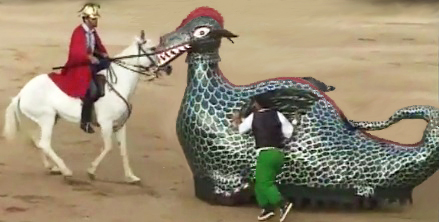
São Jorge em combate contra a Coca, o dragão que dá nome a festividade.

A festa da Coca é uma celebração de origem pagã que tem lugar anualmente na localidade de Monção, no dia da festa do Corpo de Deus.

## Origem
A origem profunda desta tradição está na mitologia da coca, um monstro da que vive nas águas do mar ou dos rios, e que em Monção, foi cristianizada com a figura de São Jorge, o matador de dragão. Há referências à Festa da Coca desde o século XVI.
"A tal Coca é um monstro em figura de dragão. É de arcos, cobertos de lona, e rodas por baixo, sobre as quais marcha e contra marcha. Tem asas, pontas, e uma grande cauda retorcida. A boca é de molas, e, para que se abra e feche, atam-lhe uma corda porque puxam atrás os homens que fazem andar o dragão para meter medo ao cavalo. Esta luta de São Jorge com a santa Coca é a que mais embasbaca o povo."

## Celebração
No fim da singular procissão religiosa em que desfilem três cocas (avó, filha e neta) atrás do carro das ervas, na Praça de Deuladeu, ocorre um combate entre São Jorge e a Coca, em que São Jorge, par ganhar, deve espetar a sua lança na garganta do monstro, e cortar-lhe a orelha. Segundo a lenda, quando o cavaleiro ganha o torneio, ao cortar a uma das suas orelhas com brinco e a língua, o ano agrícola será fértil; quando é a Coca, que vence, assustando o cavalo, o ano agrícola será mau e haverá fome.
A Coca que reza a lenda vive no rio Minho, é uma figura zoomórfica do rio e das suas cheias que podem na primavera destruir as colheitas.

## Celebrações similares
Existem outras celebrações similares a volta da lenda da coca:
Na Galiza há duas festas da Coca celebradas durante o Corpus Christi.
- Coca de Redondela, a Coca em Redondela vive na Ria de Vigo.[5]
- Coca de Betanzos.[6] Conta a lenda que o dragão chegou pelo mar e devorava as jovens da vila mas acabou por ser morto em combate  pelos rapazes da terra.
- Cucafera de Tarragona, na Catalunha este ser é chamado de "cuca" ou "cucafera"  e a sua mais antiga referência foi documentada em 1457. É uma figura zoomórfica com o corpo de uma tartaruga e chifres ao longo da coluna, tem garras e cabeça de dragão. A lenda conta que ela tinha que comer todas as noites ao jantar três gatos e três crianças.[7][8]
- Drac de Vilafranca
- Mulassa de Reus
- Tarasca de Santa Marta, em Valencia.
- Tarasca de Granada
- Tarasca de Tarascon (França), dragão dominado por Santa Marta.